# Elecciones municipales de 2019 en Ponferrada
Las elecciones municipales de 2019 se celebraron en Ponferrada el domingo 26 de mayo, de acuerdo con el Real Decreto de convocatoria de elecciones locales en España dispuesto el 1 de abril de 2019 y publicado en el Boletín Oficial del Estado el 2 de abril. Se eligieron los 25 concejales del pleno del Ayuntamiento de Ponferrada, a través de un sistema proporcional (método d'Hondt), con listas cerradas y un umbral electoral del 5 %.

## Resultados
Los resultados completos correspondientes al escrutinio definitivo se detallan a continuación:
| Candidatura                             | Candidatura                              | Votos | %     | Escaños |
| --------------------------------------- | ---------------------------------------- | ----- | ----- | ------- |
|                                         | Partido Socialista Obrero Español (PSOE) | 10407 | 32,13 | 9       |
|                                         | Partido Popular (PP)                     | 7436  | 22,96 | 6       |
|                                         | Coalición por El Bierzo (C. Bierzo)      | 2989  | 9,23  | 2       |
|                                         | Ciudadanos-Partido de la Ciudadanía (Cs) | 2670  | 8,24  | 2       |
|                                         | USE-Bierzo                               | 2522  | 7,79  | 2       |
|                                         | Partido Regionalista de El Bierzo (PRB)  | 2374  | 7,33  | 2       |
|                                         | Podemos (Podemos)                        | 2307  | 7,12  | 2       |
| Izquierda Unida (IU)                    | Izquierda Unida (IU)                     | 773   | 2,39  | 0       |
| Vecinos Independientes Agrupados (VIAs) | Vecinos Independientes Agrupados (VIAs)  | 243   | 0,75  | 0       |
| Más Ponferrada (MÁS)                    | Más Ponferrada (MÁS)                     | 198   | 0,61  |         |

## Elección e investidura del Alcalde de Ponferrada
La votación para la investidura de Olegario Ramón (PSOE) como Alcalde de Ponferrada tuvo el apoyo del PSOE, Coalición por el Bierzo, USE y Podemos.